# Suho
Suho is een plaats in Slovenië en maakt deel uit van de gemeente Dobje in de NUTS-3-regio Savinjska. De plaats telde 72 inwoners op 1 januari 2020.